# نظام غير متوازن
نظام غير متوازن في الكيمياء والفيزياء (بالإنجليزية: unbalanced system)‏ يعني في الديناميكا الحرارية نظام مفتوح وليس في حالة توازن ترموديناميكي. يتأثر بالوسط المحيط ويتبادل معه مادة وطاقة.
من الوجهة المبدئية يمكن لأي نظام الذي يكون له حالة توازن أو عدة حالات توازن أن يوصف بأنه في حالة عدم توازن عندما يؤثر عليه مؤثر من الخارج بحيث يطرده من حالة توازنه أو أن يكون النظام في وقت نشأته لم يكن قد وصل بعد إلى حالة توازنه. هذا المؤثر الخارجي يمكن أن يكون مادة مضافة له أو طاقة مضافة له أو كلاهما معا. تسير العمليات الغير عكوسية في الثرموديناميكا طبقا للتعريف عبر حالات غير متوازنة.

على سبيل المثال، الأرض كنظام غير متوازن وما يحيطها من غلاف جوي هو أيضا غير متوازن (أنظر الطقس والأحياء). ويمكن للأنظمة الغير متوازنة أن تكتسب تشكيلات انتشارية تحت ظروف معينة.